# Mujer negra con niño
[[Categoría:Cuadros de {{{3}}}]]
Mujer negra con niño es un retrato de cuerpo entero pintado hacia 1650 por Albert Eckhout. Se encuentra en la colección de la Galería Nacional de Dinamarca.
Los modelos no están identificados, ya que el propósito del cuadro no era transmitir el carácter de una mujer concreta con su hijo, sino describir un tipo étnico del Nuevo Mundo. El cuadro fue portada del libro Albert Eckhout, Court Painter in Colonial Dutch Brazil en 2006, y luego apareció en la exposición de 2008 en Ámsterdam titulada Black is beautiful: Rubens tot Dumas. Eckhout fue uno de los seis artistas científicos invitados por Juan Mauricio, príncipe de Nassau-Siegen a ir a Brasil para documentar la vida allí. De los otros, sólo Frans Post y Georg Marcgraf son conocidos en la actualidad. El médico Willem Piso, que formaba parte del equipo de la expedición como naturalista, escribió y publicó más tarde, junto con Marcgraf, el libro Historia Naturalis Brasiliae en 1648. 
La mujer sostiene frutas tropicales brasileñas, llevándolas en una cesta de tejido africano bakongo. Lleva un sombrero africano de Bakongo, pero luce joyas europeas y lleva una pipa europea en la faja. Apoya la mano en la cabeza de su hijo, que tiene un color de piel más claro, lo que pretendía ilustrar el hecho de que el color de la piel puede cambiar y oscurecerse con la edad. El paisaje detrás de ella es probablemente el puerto de Mauritstad (hoy Recife). La pose con un árbol se basa en los grabados etnográficos de la obra estándar sobre Guinea de Pieter de Marees.
El cuadro es una de las 24 pinturas regaladas por Johan Maurits van Nassau Siegen al rey Federico III de Dinamarca en 1678. Este cuadro, junto con su colgante, fueron copiados múltiples veces.